# In the Bar of a Tokyo Hotel
In the Bar of a Tokyo Hotel é uma peça de um ato em duas cenas, escrita em 1968-69 por Tennessee Williams.

## Sinopse
Mark é um pintor alcoólatra à beira de um colapso nervoso que tenta impulsionar sua carreira decadente desenvolvendo um novo estilo em seu quarto de hotel em Tóquio. Em vez disso, ele se convenceu de que é o primeiro artista a descobrir a cor, e parece ter entrado em psicose enquanto espalha telas no chão, borrifa tinta nelas com uma pistola e rola sobre elas nu.
Enquanto isso, sua esposa promíscua Miriam, uma típica americana feia, tenta seduzir o barman no lounge do hotel de forma barulhenta e grosseira. Ansiosa para se livrar do marido sem perder seu apoio financeiro, ela contatou seu negociante de arte de Manhattan e amigo próximo, Leonard, e pediu que ele se juntasse a eles no Japão. Quando ele chega, ela tenta persuadi-lo a levar o marido de volta para Nova York, mas Mark morre. Sentindo-se perdida e sem direção, ela lamenta: "Não tenho planos. Não tenho para onde ir", enquanto a cortina cai.

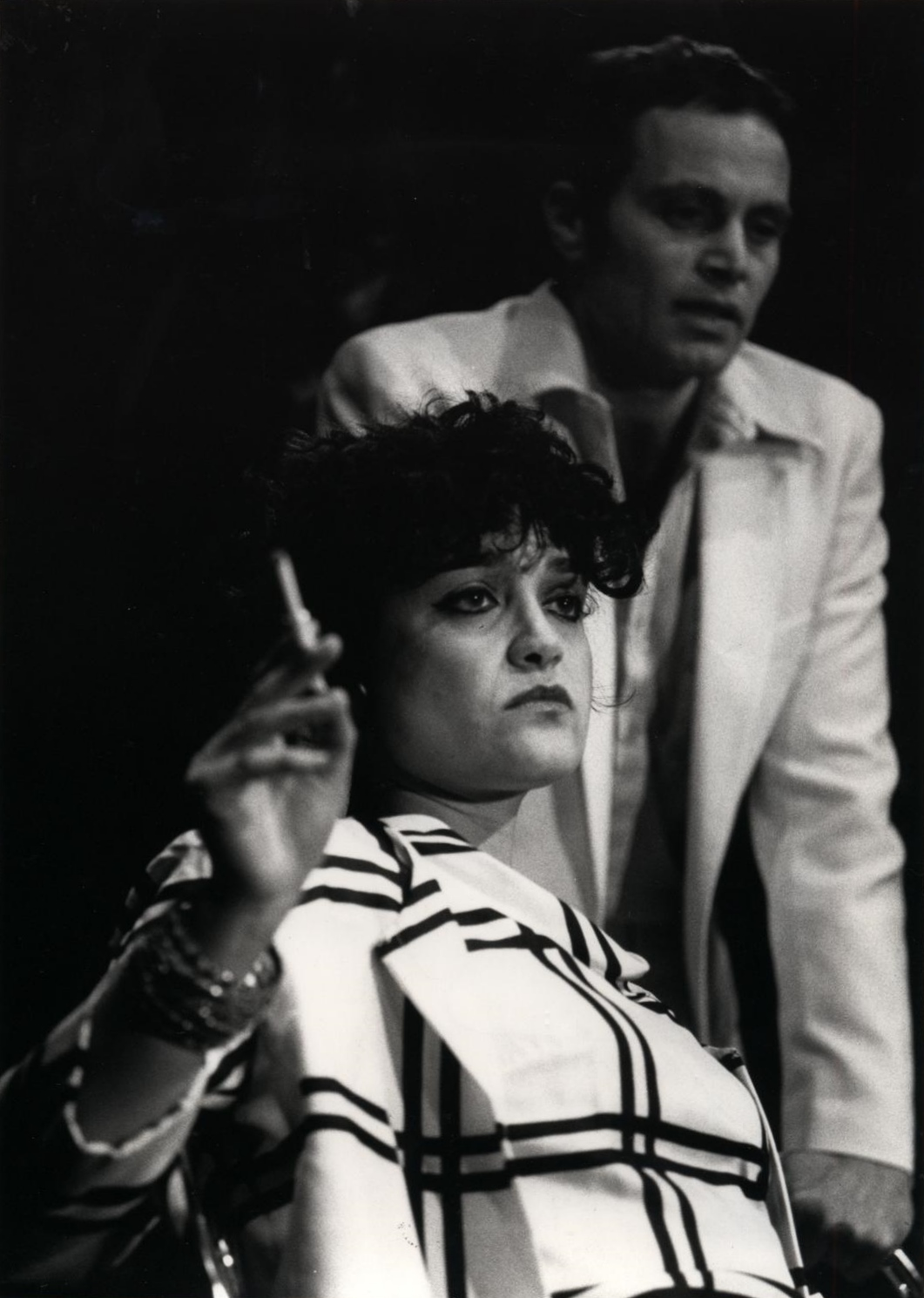
Angelique Rockas como Miriam, Nic d`avirro como Mark Teatro Internacionalista

## Produção
Embora a direção tenha sido atribuída a Herbert Machiz, Tennessee Williams assumiu a direção e encenou a peça para sua estreia off-Broadway no Eastside Playhouse em 11 de maio de 1969. Teve 25 apresentações. O elenco incluía Donald Madden como Mark, Anne Meacham como Miriam e Lester Rawlins como Leonard.
A estreia britânica da peça foi dada pelo Internationalist Theatre em julho de 1983 no New End Theatre Hampstead, Londres, com Nic d`Avirro como Mark, Angelique Rockas como Miriam, dirigido por Alkis Kritikos e desenhado por Stewart Laing.
Em fevereiro de 2007, a White Horse Theater Company montou uma reestreia dirigida por Cyndy Marion no Abingdon Theatre Arts Complex, no bairro de Chelsea, em Manhattan.
Em março de 2012, o 292 Theatre na 292 E. 3rd Street na cidade de Nova York montou uma temporada de 15 dias da peça estrelada por Charles Schick, Regina Bartkoff, Brandon Lim e Wayne Henry.
Em abril de 2016, uma temporada de um mês foi montada no Charing Cross Theatre, em Londres. A produção foi estrelada por Linda Marlowe.

## Recepção crítica
No New York Times, Clive Barnes disse sobre a produção original de 1969: "A peça parece quase muito pessoal e, como resultado, muito dolorosa, para ser vista sob a luz fria do escrutínio público. O Sr. Williams talvez nunca tenha sido relutante em mostrar ao mundo suas feridas — mas em sua nova peça ele parece não estar fazendo nada mais ... Este é o triste pássaro da solidão do Sr. Williams — e, embora a peça me repelisse, ela me fascinava com o ressurgimento repentino e ocasional da habilidade do autor — há notas lamentosas de poesia relembrando Williams no seu melhor ... Há mais lampejos de gênio aqui do que em qualquer uma de suas peças posteriores. Misturado com as piadas fracas ... e todas as hesitações de estilo que a peça herda, há ouro, teia de aranha e fogo aqui, e há trocas de diálogos explosivas e agudas que lembram The Glass Menagerie em sua pertinência repentinamente pungente ... Uma peça estranha — mas, ao contrário da peça anterior do Sr. Williams, definitivamente me faz ansiar pela próxima. Mas mais pena e menos ego seriam uma vantagem distinta."
A direção da produção do Teatro Internacionalista de 1983 foi descrita como poderosa, as performances "muito boas" e Miriam de Angelique Rockas "fascinante".
Ao analisar a produção de 2007 para a Variety, Mark Blankenship declarou: "Deixando de lado as falhas, a atual reestreia do White Horse Theatre prova que a peça vale a pena ser lembrada. ... Tal como em experiências anteriores como Camino Real, Williams fragmenta a linguagem para reforçar o clima irrealista ... Essa tática aponta para o sucesso da peça em fazer momentos palpáveis a partir de conceitos emocionais. Williams nunca integra suas metáforas com ação ... mas ainda vale a pena ouvir suas percepções."